# Essene
Essene est une section de la commune belge d'Affligem située en Région flamande dans la province du Brabant flamand.